# Кіркіж Купріян Осипович
Купрія́н Осипович Кіркіж (нар. 17 вересня 1886, село Смолянці Вітебської губернії, тепер Республіка Білорусь — 25 травня 1932, Москва) — радянський партійний і державний діяч. Член ЦК КП(б)У в квітні 1923 — листопаді 1927 р. Член Організаційного бюро ЦК КП(б)У в червні 1923 — листопаді 1926 р. Член Політичного бюро ЦК КП(б)У в грудні 1925 — листопаді 1926 р. Кандидат у члени ЦК РКП(б) у травні 1924 — грудні 1925 р. Член ЦК ВКП(б) у грудні 1925 — червні 1930 р. Член Центральної контрольної комісії ВКП(б) у липні 1930 — травні 1932 р. Кандидат у члени Президії Центральної Контрольної Комісії ВКП(б) у липні 1930 — лютому 1932 р.

## Життєпис
Народився в селянській родині в селі Смолянці Вітебської губернії. Закінчив двокласне народне училище. Трудову діяльність розпочав у 1903 році. Працював слюсарем на підприємствах Києва, Риги та Харкова.
1910 року вступив в РСДРП(б). Проводив агатаційну роботу в Ризі, згодом в Харкові на заводі ВЕК, де у 1917 році був обраний головою заводського комітету.
У 1917 році — голова Петінського районного комітету РСДРП (б) в місті Харкові. Обирався членом Харківського комітету РСДРП(б) та членом Харківської Ради робітничих депутатів.
У 1918 році був головою колегії артилерійського заводу в Москві, особливо уповноваженим Народного комісаріату військових справ РРФСР у Курську та Харкові. Під час радянсько-української війни формував 2-й пролетарський полк, котрий брав участь у боях за Харків.
У 1919 році був комісаром окремої Донецької бригади, згодом — комісаром частин Катеринославського напрямку, брав участь в боях проти загонів Нестора Махна.
У 1920 році — військовий комісар 41-ї стрілецької дивізії, начальник тилу 14-ї армії.
З 1920 року — завідувач Харківської центральної міської електростанції.
До 1922 року — заступник голови виконавчого комітету Харківської губернської ради депутатів.
У 1922—1925 роках — відповідальний секретар Харківського губернського комітету КП(б)У. У 1925 році працював завідувачем Організаційного відділу ЦК КП(б)У. У листопаді 1925 — листопаді 1926 року — відповідальний секретар Харківського окружного комітету КП(б)У.
12 грудня 1925 — 24 листопада 1926 року — секретар ЦК КП(б)У.
У листопаді 1926 — лютому 1927 року — народний комісар Робітничо-селянської інспекції УСРР та голова Центральної Контрольної Комісії КП(б)У.
21 вересня 1927 — березень 1929 року — 1-й секретар ЦК КП(б) Узбекистану та заступник голови Середньоазіатського бюро ЦК ВКП(б).
З квітня 1929 року — голова ЦК Спілки радторгслужбовців, з 1931 — голова ЦК Спілки робітників машинобудівництва. У квітні 1929 — травні 1932 року — член Президії ВЦРПС.
Згідно з повідомленнями тогочасних газет, загинув в автомобільній аварії у Москві. Його прах похований у Кремлівській стіні.
Нагороджений орденом Червоного Прапора (1923).